# Disuguaglianza di Cantelli
La disuguaglianza di Cantelli corrisponde alla disuguaglianza di Chebychev nel caso di una sola "coda". Essa afferma che
{\displaystyle P(X-\mu \leq \lambda )\leq {\frac {\sigma ^{2}}{\sigma ^{2}+\lambda ^{2}}}} per {\displaystyle \lambda <0}
{\displaystyle P(X-\mu \leq \lambda )\geq 1-{\frac {\sigma ^{2}}{\sigma ^{2}+\lambda ^{2}}}} per {\displaystyle \lambda \geq 0}
ove
{\displaystyle P()} è la probabilità
{\displaystyle \mu } è la media aritmetica
{\displaystyle \sigma ^{2}} la varianza
Tale disuguaglianza vale qualunque sia la distribuzione dei valori.
Venne formulata da Francesco Paolo Cantelli.